# Xian de Suiping
Le xian de Suiping (遂平县 ; pinyin : Suípíng Xiàn) est un district administratif de la province du Henan en Chine. Il est placé sous la juridiction de la ville-préfecture de Zhumadian.

## Démographie
La population du district était de 601 797 habitants en 1999.